# Le Violoneux

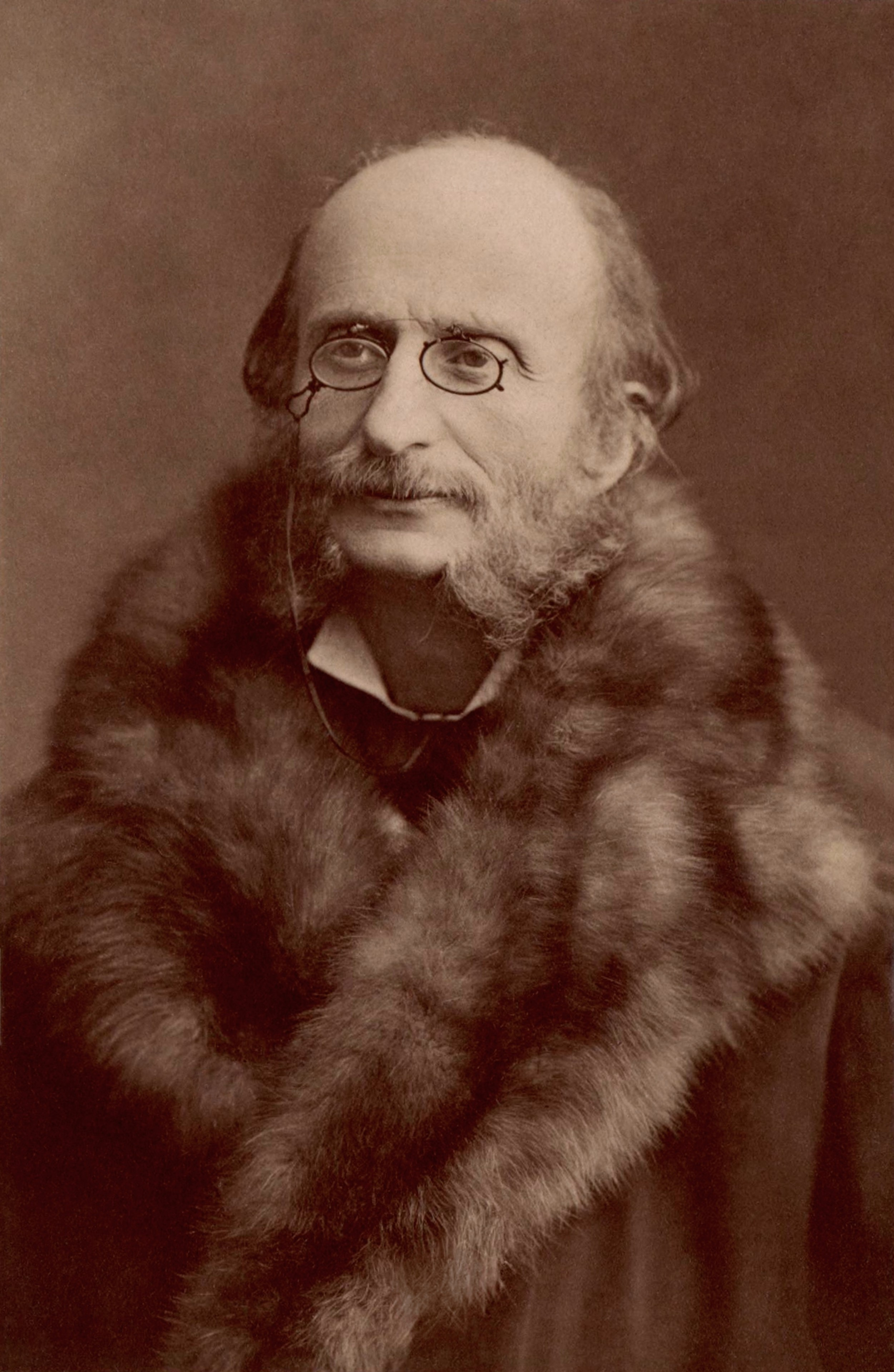
Jacques Offenbach

Le Violoneux är en operett (légende bretonne - Bretonsk legend) i en akt med musik av Jacques Offenbach och libretto av Eugène Mestépès och Émile Chevalet. Den hade premiär 1855.

## Historia
Operetten hade premiär på Bouffes-Parisiens i Paris den 31 augusti 1855 och blev en stor succé, inte minst för sångerskan Hortense Schneider, som här gjorde sin första Offenbachroll. Hon hade blivit presenterad för Offenbach av Jean-François Berthelier (med vilken hon just då hade ett förhållande).
I april 1860 var Le Violoneux del av en kunglig galaföreställning för kejsaren Napoleon III på Théâtre-Italien tillsammans med Orfeus i underjorden och Le musicien de l'avenir. Offenbach for till Wien 1861 för att dirigera föreställningar av Le Mariage aux lanternes och Le Violoneux på Theater am Franz-Josefs-Kai.
Den brittiske librettisten H. B. Farnie omarbetade operetten till engelska med titeln Breaking the Spell och den hade premiär på Lyceum Theatre, London den 2 maj 1870 och repriserades i London 1891 och 1904. Den spelades på turné under fem månader 1878 av D'Oyly Carte Opera Company som förspel till Gilbert och Sullivans operett The Sorcerer.
Teatern Opéra-Comique i Paris satte upp verket 1901 med Jeanne Tiphaine som Reinette, Lucien Fugère som Père Mathieu och Ernest Carbonne som Pierre.

## Personer
| Roller                                | Röststämma | Premiärbesättning 31 augusti 1855 (Dirigent: Jacques Offenbach) |
| ------------------------------------- | ---------- | --------------------------------------------------------------- |
| Père Mathieu, byviolinist             | baryton    | Darcier                                                         |
| Pierre, skomakare                     | tenor      | Jean-François Berthelier                                        |
| Reinette, guddotter till Père Mathieu | sopran     | Hortense Schneider                                              |

## Handling
Ett torg i en by i Bretagne

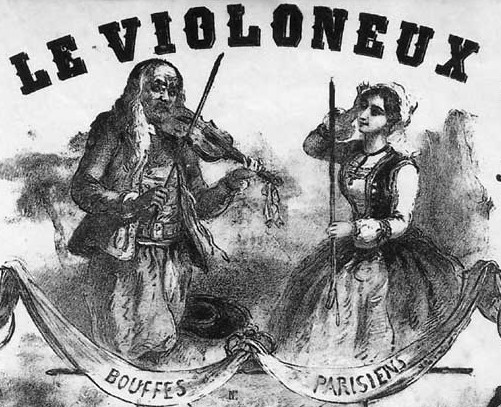
Detalj av framsida till klaverutdraget.

Reinette ber Père Mathieu att hjälpa Pierre som är livrädd för att göra värnplikt och enda lösningen är om han betalar 2000 francs. Hans farbror har vägrat hjälpa honom med pengar. Pierre är inte glad över att hans fästmö Reinette ber honom att fråga byns speleman Mathieu om hjälp, då han tror att Mathieu är en trollkarl. Père Mathieu ärvde fiolen från sin far tillsammans med den mystiska ordern att slå sönder instrumentet i bitar om han någonsin skulle råka i svårigheter. När Mathieu spelar en melodi förtrollar han Pierre; som springer iväg när förtrollningen är löst. Reinette hotar att springa efter Pierre.
När Reinette blir ensam kramar hon den gamla fiolen. Pierre får syn på henne och slår sönder instrumentet. Bland bitarna finns ett brev från Reinettes far där det framgår att Mathieu är den rättmätige ägaren till slottet Kerdrel. Mathieu erbjuder sig att ge pengarna till Pierre så han kan slippa armén och gifta sig med Reinette. Han river sönder brevet. Pierre lovar att laga fiolen och Mathieu säger att han ska förbli en fattig spelman.

## Musiknummer
- Ouvertyr
- Couplets « Conscrit! Conscrit! »
- Couplets et Duo « J'sais bien que c'n'est pas l'usage »
- Ronde « Le violoneux du village »
- Duo « Le clairon sonne à la parade »
- Duo « Qué qu’ je vois !… »
- Couplets « Je t'apportais ta délivrance »
- Melodrame et Final « Tout petit dans ce village »